# Coșbuc
Coșbuc is een Roemeense gemeente in het district Bistrița-Năsăud.

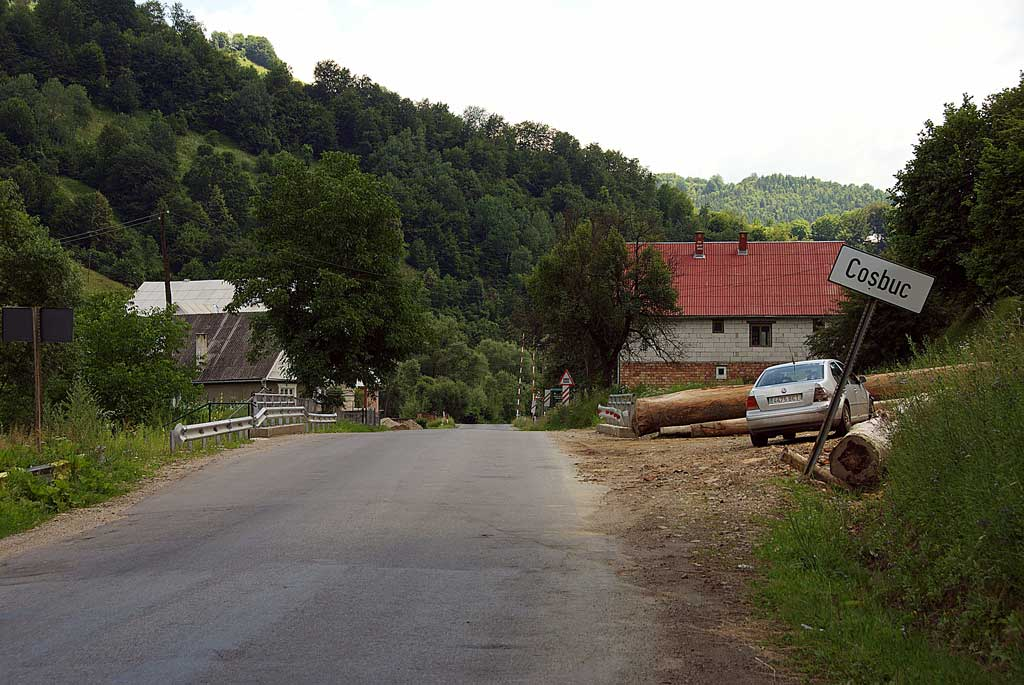
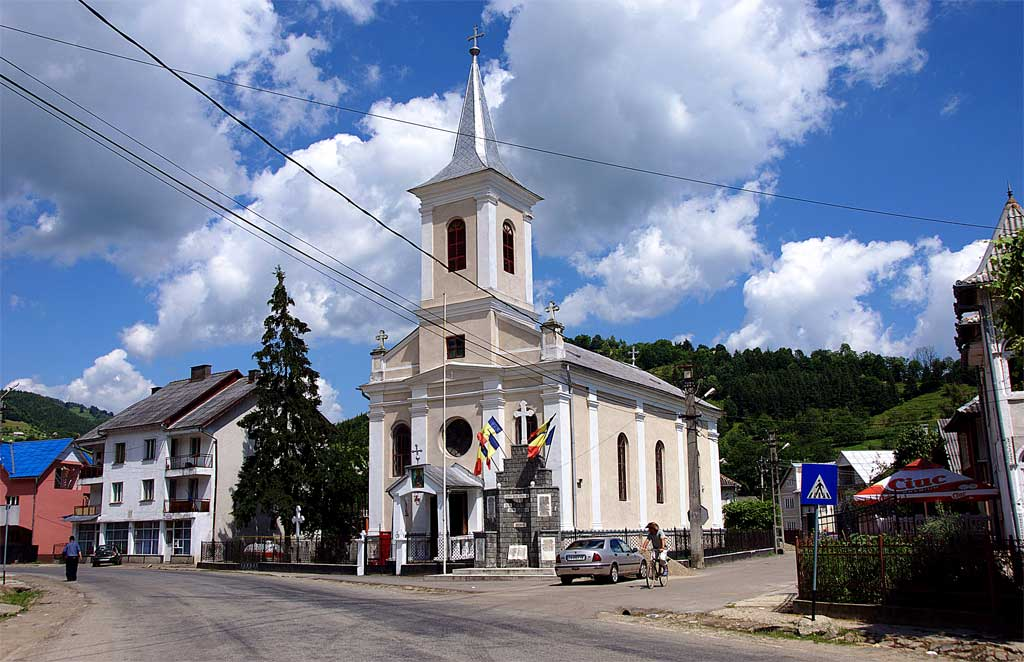
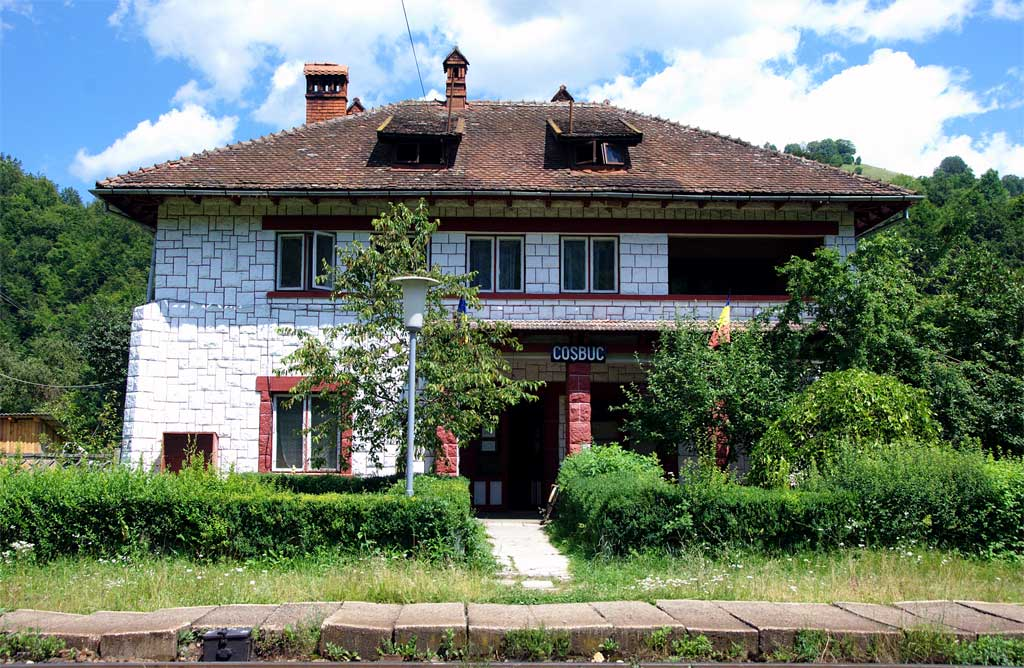
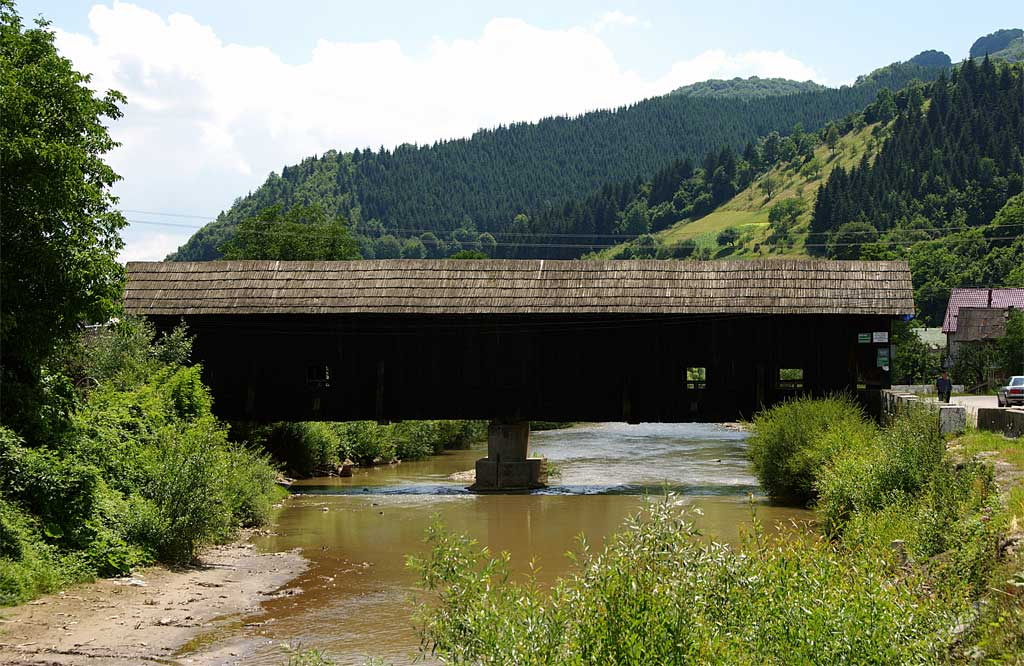

Coșbuc telt 1996 inwoners.